# Andrei Lopatov
Andrei Viatcheslavovitch Lopatov (en russe : Андрей Вячеславович Лопатов, Andreï Viatcheslavovitch Lopatov), né le 12 mars 1957 à Inta et mort le 16 février 2022, est un ancien joueur soviétique de basket-ball.

## Carrière

### Palmarès
- Médaille de bronze aux Jeux olympiques 1980
- Champion du monde 1982
- Finaliste du championnat du monde 1978
- Finaliste du championnat du monde 1990
- Champion d'Europe 1979
- Champion d'Europe 1981
- Champion d'Europe 1985
- Médaille de bronze au championnat d'Europe 1983